# Casa Bardi
La Casa Bardi è un edificio di Firenze, situato tra via dei Servi 20 e via del Castellaccio 7.

## Storia e descrizione
L'edificio nasce per accorpamento di due case già dell'Arte della Lana (proprietaria anche degli immobili che lo precedono e degli altri che seguono per un totale di nove unità edilizie), costruito nel corso del Cinquecento (1510-1560) dove era il Tiratoio dell'Aquila, già di Noferi di Palla Strozzi e da questo lasciato nel 1417 alle Arti della Lana e dei Mercatanti (a quest'ultima sono riconducibili le ulteriori quattro unità edilizie che chiudono la schiera per un totale di tredici), quindi abbattuto nel 1510 circa.
A partire dal 1521 vari di questi nuovi edifici vennero ceduti a privati. Precisa Gian Luigi Maffei: "gli edifici sono passanti tra due percorsi di cui uno molto antico (via del Castellaccio) e l'altro (via de' Servi) importante asse urbano tra il duomo e la basilica della SS. Annunziata; hanno passo modulare di circa dieci metri quelle dell'Arte dei Mercatanti e di circa nove metri le altre dell'Arte della Lana, con fronte a tre finestre su due piani paritetici in entrambi i casi. Le planimetrie differiscono per la posizione della scala e per la dislocazione della loggia posta subito dopo la prima cellula nelle case dei Mercatanti mentre è ortogonale al fronte e posta nella prima cellula in quelle dell'Arte della Lana dove la loggia è situata dopo la corte. A parte queste differenze negli elementi compositivi - altrettante se ne possono rilevare nell'apparato stilistico e decorativo - le tredici case sono aggregate serialmente e conformano una schiera di individui edilizi tra loro passabilmente uguali che non corrispondono però ai contenuti tipici delle case a schiera di cui abbiamo parlato fino ad ora: hanno caratteri derivati dalle corti mercantili precedenti, trasferitesi nel frattempo nella composizione del palazzo fiorentino quattrocentesco, ed allora si può dedurne che il modello di riferimento, per la costituzione del progetto di queste case, sia stato il palazzo signorile coevo ridotto nelle sue componenti tipiche e serializzato per aderire meglio alla utilizzazione da parte di una classe borghese mercantile media".

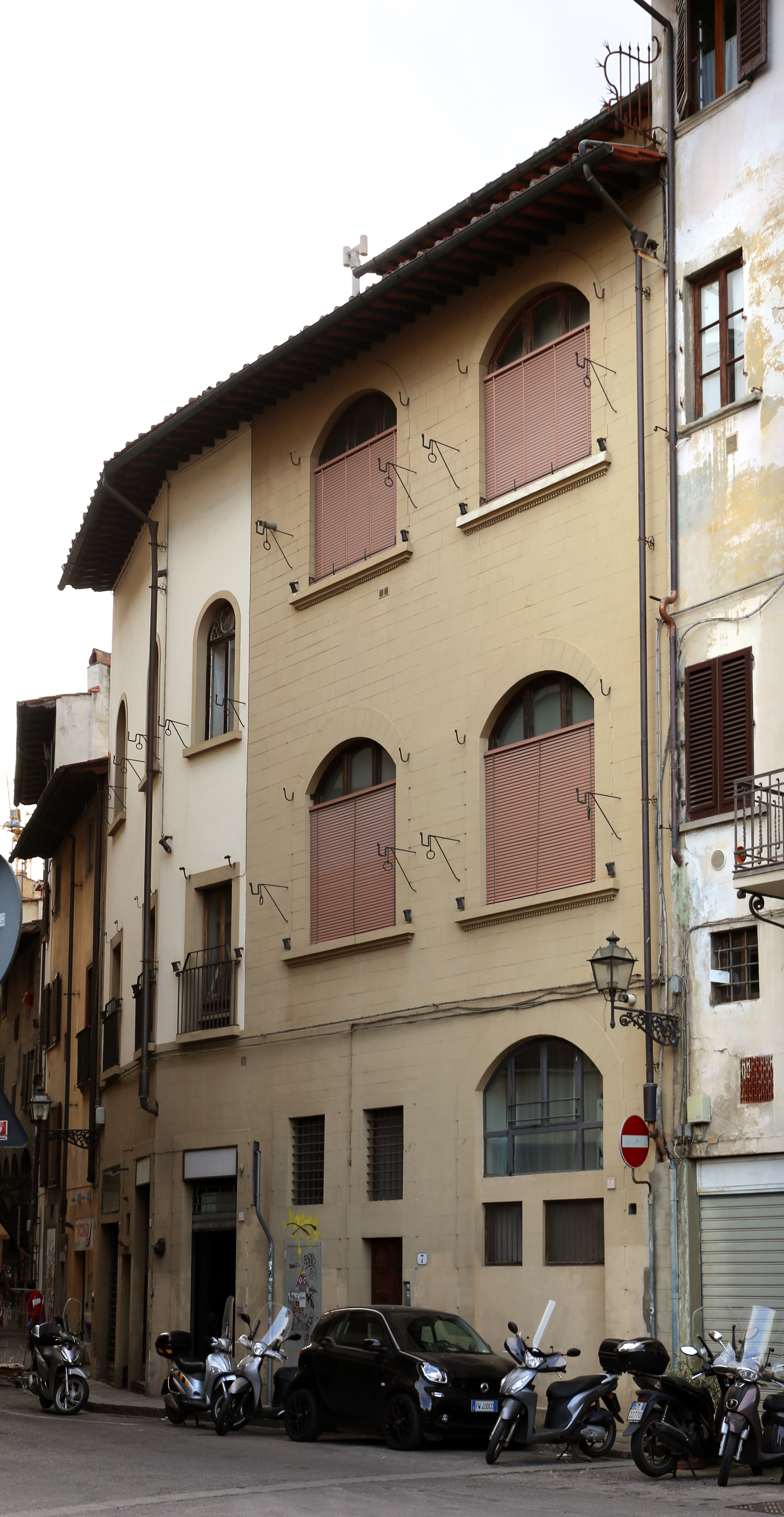
Veduta su via del Castellaccio

Per quanto riguarda il nostro edificio e le trasformazioni avvenute nel tempo (almeno per quanto risulta dal prospetto odierno messo in relazione a quello ricostruttivo della situazione originaria pubblicato da Gian Luigi Maffei), si rileva come questo, a differenza di quasi tutti gli altri, sia stato oggetto di una significativa trasformazione che ha portato, come accennato, ad accorpare due precedenti unità e a determinare un ampio fronte di sei assi che, pur riproponendo il disegno cinquecentesco con le finestre e il portone incorniciati da bozze rilevate disposte a ghiera, è da ricondurre al tardo Ottocento. Presumibilmente sempre in questo stesso periodo la fabbrica fu soprelevata di un piano e furono aperti al terreno ampi sporti per attività commerciali.
Il prospetto su via del Castellaccio documenta un intervento di riconfigurazione dei primi del Novecento, teso a conferire alla casa caratteri medioevaleggianti, con il finto ammattonato graffito, gli architravi e i davanzali in pietra, i ferri da stanga e da bandiera, le volute asimmetrie delle bucature, il tutto reso ancor più 'pittoresco' per via dell'angolatura che la facciata presenta a circa un terzo della sua estensione in ragione della curvatura della strada. Buona parte di tali caratteri e soprattutto gli elementi lapidei realizzati in pietra artificiale sono stati purtroppo mortificati dalla recente e indifferenziata tinteggiatura, che ha uniformato e annullato le variate cromie proprie del progetto originario.
Attualmente parte degli ambienti al terreno sono occupati dal museo privato Leonardo da Vinci. Nell'androne, oltre una cancellata con un monogramma con le iniziali AM, si vede una nicchia con l'iscrizione «Labor Omnia Vincit» e una statua femminile del primo Novecento che solleva una torcia (in cui si trova una lampada) e che rappresenta forse la Nuda Veritas.